# Achelia simplex
Achelia simplex är en havsspindelart som beskrevs av Giltay, L. 1934. Achelia simplex ingår i släktet Achelia och familjen Ammotheidae. Inga underarter finns listade i Catalogue of Life.